# Podnart
Podnart este o localitate din comuna Radovljica, Slovenia.